# Anthurium flexile subsp. flexile
Anthurium flexile flexile es una planta herbácea de la familia Araceae, es una subespecie de  Anthurium flexile. Las plantas del género Anthurium son llamadas comúnmente anturios. Se distribuye de México a Panamá.

## Clasificación
Hierbas hemiepífitas, trepadoras. Las hojas son plinervadas, elípticas a estrechamente elípticas, más anchas en o cerca de la mitad de la lámina, estrechamente subcordadas en la base, nervio colector ascendente desde la base o fusionado con el nervio medio a 0.2-2.5 cm de la base. Las inflorescencias generalmente son erectas a arqueado-péndulas, el espádice es sésil o con el estipe de hasta 2 mm de largo, ahusado hacia el ápice, de color púrpura en la antesis.

## Distribución
Desde México (Chiapas, Tabasco y Veracruz), a Centroamérica (Belice, Costa Rica, Guatemala, Honduras, Nicaragua y Panamá).

## Hábitat
Crece a una altitud de entre los 0 a los 1000 m s. n. m. en tipo de vegetación selva alta perennifolia y selva mediana perennifolia. La floración ocurre en una etapa no bien conocida; aunque se ha recolectado con inflorescencias en enero, febrero, mayo y octubre.

## Uso
No se le conocen usos.

## Estado de conservación
No se encuentra bajo ningún estatus de protección.